# Thomas Bürgler
Thomas Bürgler (* 3. März 1960 in Illgau, Schwyz) ist ein ehemaliger Schweizer Skirennfahrer, wie auch sein älterer Bruder Toni Bürgler. 
In seiner besten Zeit Anfang 1985 gewann er die beiden Weltcup-Riesenslaloms in Schladming und Kranjska Gora. Dazwischen lag sein Gewinn der Bronzemedaille in der Kombination bei den Weltmeisterschaften 1985 in Bormio. Vereinzelte Weltcup-Podestplätze erzielte er von Ende 1983 bis Anfang 1986 in allen Disziplinen, ausser in der Abfahrt.
Bürgler wurde von 1981 bis 1988 siebenmal Schweizer Meister (viermal in der Kombination, zweimal im Riesenslalom und einmal im Super-G).